# Renault F1
Renault F1 Team je bývalý francouzský závodní tým Formule 1, který se účastnil závodů Mistrovství světa formule 1 s přestávkami od konce 70. let jako dodavatel motorů i jako konstruktér závodních vozů. Od sezóny 2021 působí tým pod názvem Alpine F1 Team.
V roce 1977 v Silverstone představil Renault svoji první formuli – typ RS01, která se stala prvním vozem formule 1, který byl poháněn turbomotorem. Jako dodavatel motorů získal Renault úspěchy hlavně v 90. letech, kdy své motory dodával týmům Williams a Benetton. Renault se do formule 1 vrátil jako konstruktér v roce 2002, po odkoupení týmu Benetton. Prvního vítězství v Poháru konstruktérů a zároveň vítězství v mistrovství světa jezdců se tým dočkal v roce 2005. O rok později tento úspěch dokázali zopakovat, stejně tak jako Fernando Alonso, který obhájil titul mistra světa. Po značce Matra se Renault stal zatím pouze druhým francouzským konstruktérem, který dokázal zvítězit na Mistrovství světa konstruktérů F1, a protože Matra vyhrála mistrovský titul ve spolupráci s britským týmem Tyrrell, doposud je jediným francouzským konstruktérem, který zvítězil na Mistrovství světa konstruktérů F1 s vlastním týmem.

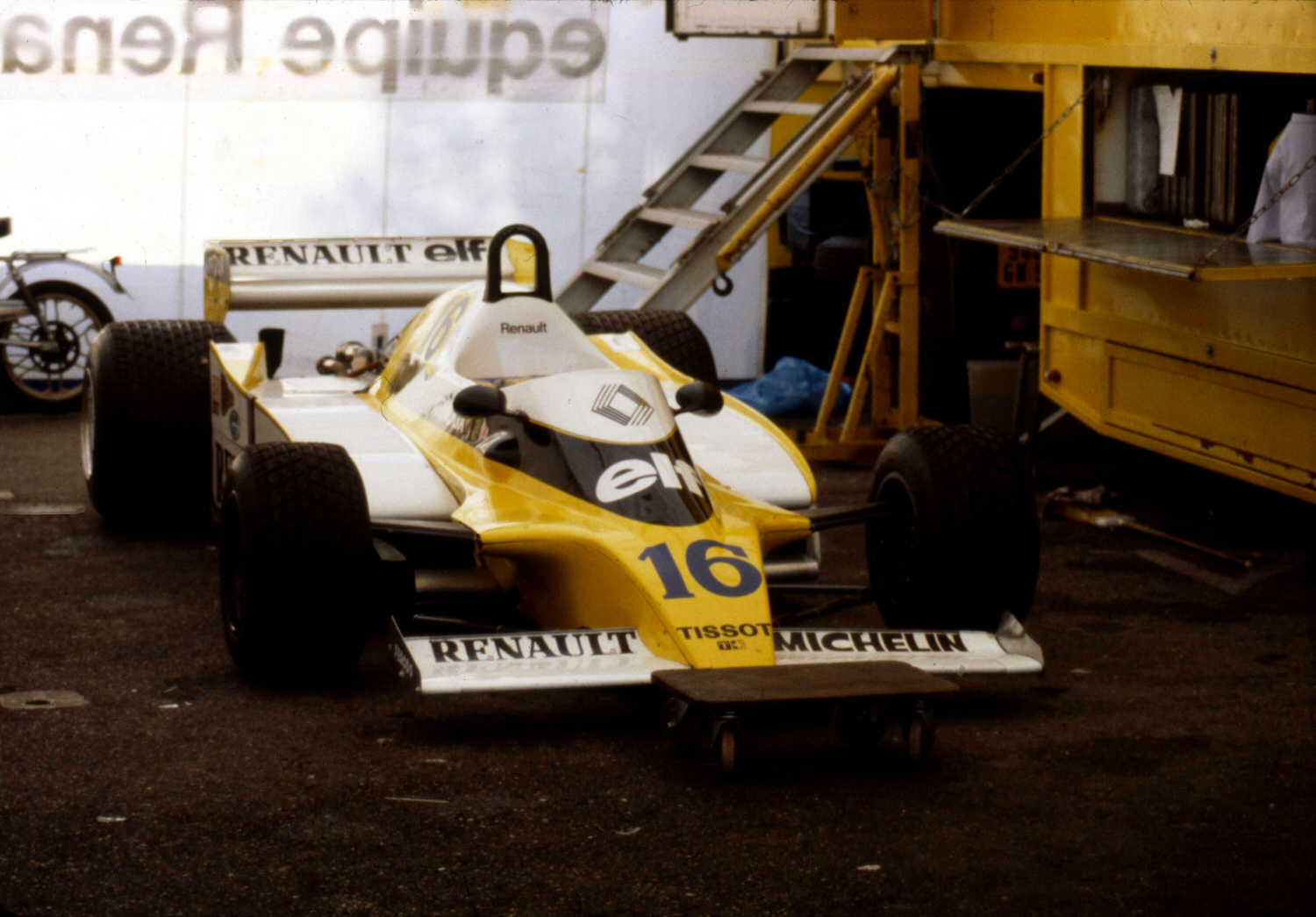
Renault RS10 byl prvním vozem poháněným turbomotorem, který vyhrál Grand Prix

Tým Renault je řízen z britského sídla v Enstone, kde jsou také konstruována a vyráběna šasi vozů. Motory jsou vyráběny ve francouzském Viry-Châtillonu, na předměstí Paříže. Renault má také svůj podíl na dalších devíti vítězstvích v mistrovství světa jezdců (v letech 1992, 1993, 1995, 1996, 1997, 2010, 2011, 2012, 2013) a na deseti vítězstvích v poháru konstruktérů (v letech 1992 až 1997 a 2010 až 2013) jako dodavatel motorů pro týmy Benetton, Williams a Red Bull.

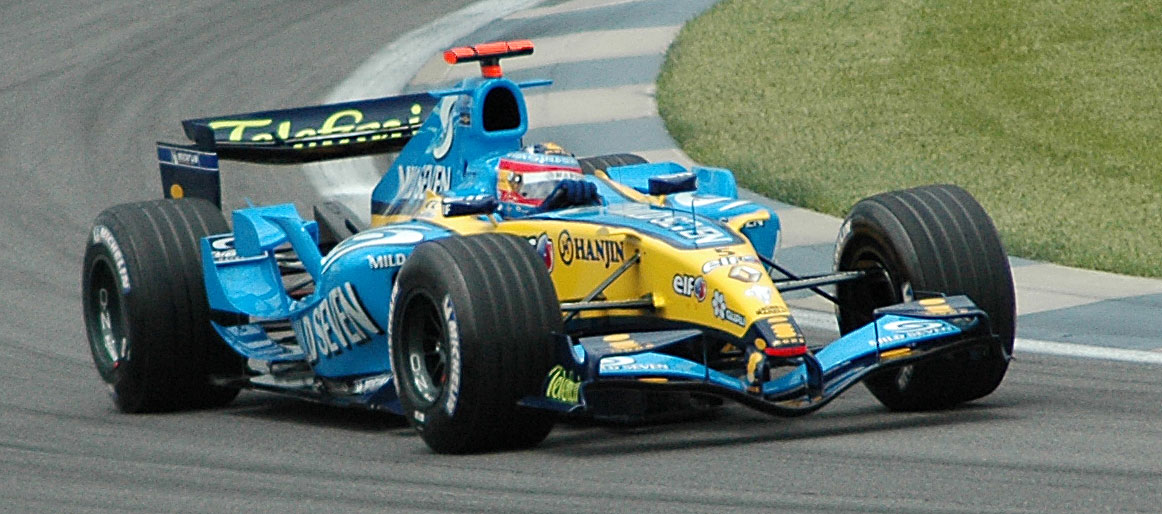
Fernando Alonso při kvalifikaci na Grand Prix USA v roce 2006

## Konstruktér

### Équipe Renault Elf (1977–1985)

#### Jezdci a monoposty
| Sezóna | Tým                | 1. jezdec                | 2. jezdec (další jezdci)              | Monopost                   | Motor                                                   | Palivo | Pneumatiky |
| ------ | ------------------ | ------------------------ | ------------------------------------- | -------------------------- | ------------------------------------------------------- | ------ | ---------- |
| 1977   | Équipe Renault Elf | 15 Jean-Pierre Jabouille | –                                     | Renault RS01               | Renault-Gordini EF1 1.5 V6                              | Elf    | Michelin   |
| 1978   | Équipe Renault Elf | 15 Jean-Pierre Jabouille | –                                     | Renault RS01               | Renault-Gordini EF1 1.5 V6                              | Elf    | Michelin   |
| 1979   | Équipe Renault Elf | 15 Jean-Pierre Jabouille | 16 René Arnoux                        | Renault RS01 Renault RS10  | Renault-Gordini EF1 1.5 V6                              | Elf    | Michelin   |
| 1980   | Équipe Renault Elf | 15 Jean-Pierre Jabouille | 16 René Arnoux                        | Renault RE20               | Renault-Gordini EF1 1.5 V6                              | Elf    | Michelin   |
| 1981   | Équipe Renault Elf | 15 Alain Prost           | 16 René Arnoux                        | Renault RE20B Renault RE30 | Renault-Gordini EF1 1.5 V6                              | Elf    | Michelin   |
| 1982   | Équipe Renault Elf | 15 Alain Prost           | 16 René Arnoux                        | Renault RE30B              | Renault-Gordini EF1 1.5 V6                              | Elf    | Michelin   |
| 1983   | Équipe Renault Elf | 15 Alain Prost           | 16 Eddie Cheever                      | Renault RE30C Renault RE40 | Renault-Gordini EF1 1.5 V6                              | Elf    | Michelin   |
| 1984   | Équipe Renault Elf | 15 Patrick Tambay        | 16 Derek Warwick 33 Philippe Streiff  | Renault RE50               | Renault-Gordini EF4 1.5 V6                              | Elf    | Michelin   |
| 1985   | Équipe Renault Elf | 15 Patrick Tambay        | 16 Derek Warwick 14 François Hesnault | Renault RE60 Renault RE60B | Renault-Gordini EF4B 1.5 V6 Renault-Gordini EF15 1.5 V6 | Elf    | Goodyear   |

### Renault F1 Team (2002–2010)

#### Sezóna 2007
Pro sezónu 2007 byly na místa závodních jezdců potvrzeni Giancarlo Fisichella a Heikki Kovalainen, který nahradil Fernanda Alonsa, jenž odešel k McLarenu. Testovacími piloty jsou Nelson Piquet jr. a Ricardo Zonta. Nový vůz, v nových barvách hlavního sponzora ING Group, R27 byl představen 24. ledna.
Renault v této sezóně také nově dodává motory týmu Red Bull. Paradoxem je, že právě sesterskému týmu Red Bullu, Toro Rosso bude motory dodávat Ferrari.
Renault však na své úspěchy z minulých dvou sezon nenavázal. V Austrálii Fisichella skončil na 5. místě a nováček Kovalainen dostal hodiny, když bojoval s Ralfem Schumacherem a závod dokončil na 10. místě. Výsledky se začaly zlepšovat až při evropských grand prix, i když v závodě v Malajsii dokázali oba piloti bodovat, stále to nebylo to, co vedení od svého týmu očekávalo. Rychlost a pokrok ve vývoji vozu se projevil až při španělské grand prix, kde oba jezdci dokázali postoupit do třetí části kvalifikace a v závodě dokázali zajíždět konkurenceschopné časy. Nakonec však vozy skončili na 7. resp. 9. místě, a to poté, co se u obou vozů projevil stejný technický problém a oba museli na další zastávku v boxu.

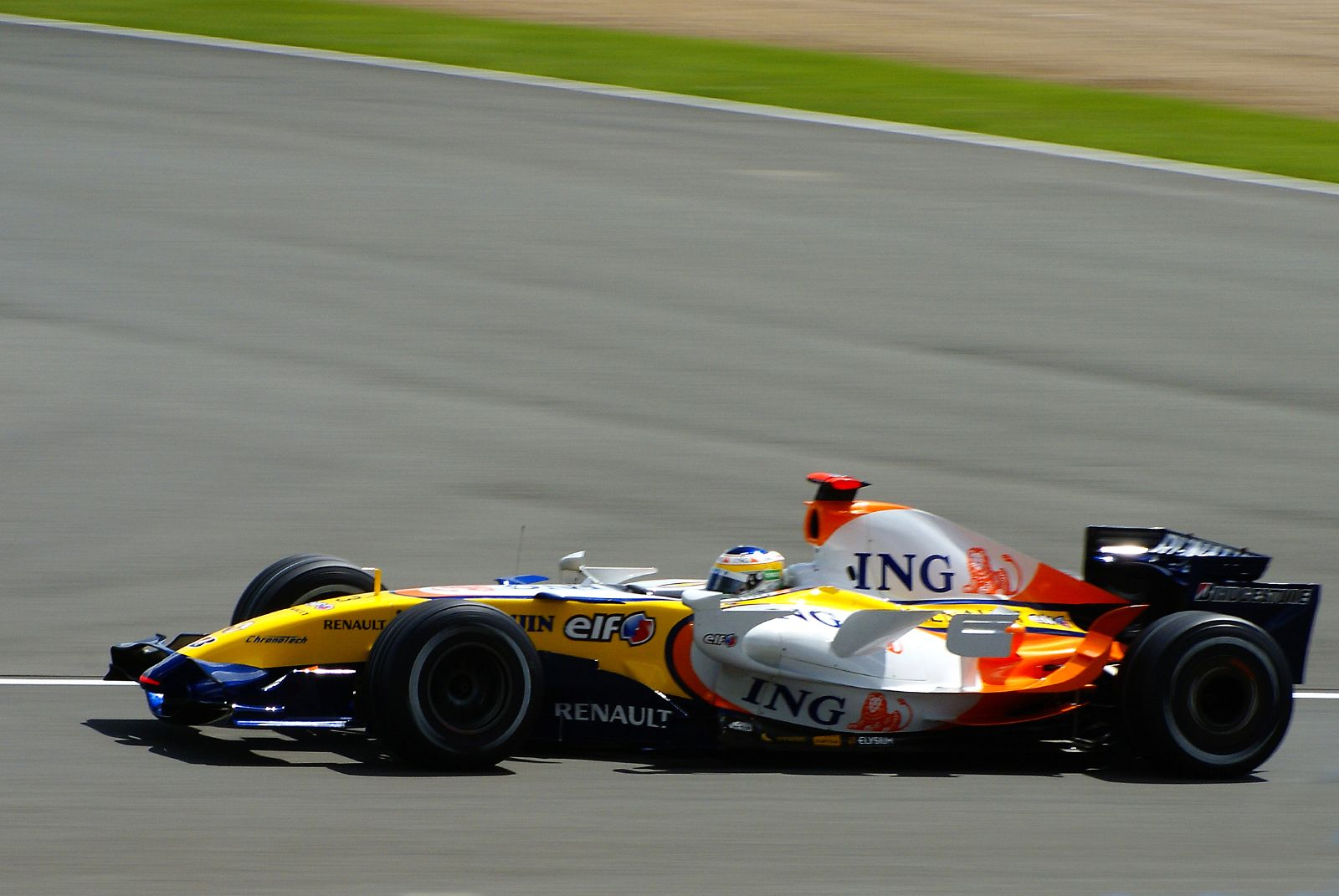
Giancarlo Fisichella při britské Grand Prix v roce 2007

V Monaku konečně přišel větší úspěch, 4. místo Fisichelly. Kovalainen startoval až z 15. místa, protože ho v jeho měřeném kole zbrzdil David Coulthard. Závod nakonec nedokončil, když musel 2 kola před cílem odstoupit pro poruchu motoru. I přesto byl klasifikován na 13. místě.
Od grand prix Kanady se karta otočila. Mladý Fin se konečně sžil s vozem a hned byl rychlejší než jeho týmový kolega. V Montrealu Kovalainen dokončil závod na 4. místě a vyrovnal tak zatím nejlepší umístění Renaultu v sezóně. Fisichella byl ze závodu diskvalifikován, protože opustil pit lane, když svítilo červené světlo.
Kovalainen zatím bodoval ve všech ostatních závodech, kromě francouzské grand prix, ve které s poškozeným vozem skončil na 15. místě poté, co do něho v zatáčce Adelaide zezadu narazil Jarno Trulli.
Od britské grand prix Kovalainen pravidelně dokončoval závody na bodovaných místech, kdežto Fisichella získal v posledních devíti závodech jen 5 bodů. Kovalainen jich do konce sezóny nasbíral 18, v Japonsku dokončil na 2. místě a získal tak své první pódium. Ve zbývajících dvou závodech se ani jednomu jezdci už nepodařilo bodovat, a tak tým skončil v Poháru konstruktérů na 3. místě.
Mezinárodní automobilová federace 8. listopadu obvinila Renault z držení technických informací o vozech McLarenu. Slyšení se konalo 6. prosince v Monaku. Rada FIA uznala, že Renault porušil článek 151c Mezinárodního sportovního kódu, týkající se nepřípustného získávání sportovní výhody na úkor soupeře. Žádný trest však Renaultu nebyl udělen, protože se podle Rady FIA neprokázalo, že by Renault z těchto dat získal nějakou výhodu.
Tým na konci sezóny opustili oba piloti. Kovalainen přestoupil do McLarenu, kde nahradí Alonsa a Fisichellovi vypršela smlouva.

#### Sezóna 2008
Staronovým pilotem Renaultu byl 10. prosince jmenován Fernando Alonso, který se do Renaultu vrátil po jednoročním intermezzu u McLarenu. S týmem podepsal smlouvu jen na 2 roky do roku 2009. Jeho týmovým kolegou byl dřívější zkušební pilot Renaultu Nelson Angelo Piquet. Testovacím pilotem byl jmenován Francouz Romain Grosjean, člen vývojového programu Renaultu, který se současně účastnil závodů GP2 v týmu ART Grand Prix.
Do Austrálie tým nastoupil s nepříliš velkými ambicemi a proto také 4. místo Fernanda Alonsa bylo bráno skoro jako vítězství. Nelson Piquet jr. si připsal první nedokončený závod. Malajsie týmu nabídla menší bodový příděl, ale i tak oba jezdci dojeli závod. Do Bahrajnu neměl Renault prakticky žádné ambice a bod by byl brán jako zázrak. Poté, co Alonsovi přistál Lewis Hamilton na zadním křídle, musel exmistr světa celý závod odjet s poškozeným vozem. Nováček Piquet opět nedokončil. Do Španělska přijel Renault s vylepšenou aerodynamikou a hned se to projevilo v kvalifikaci, když se Alonso postavil do první řady společně s Kimim Räikkönenem. To, že se zlepšení projevilo nejen u Španěla, potvrdil Piquet jr., když se dostal do poslední části kvalifikace a obsadil 10. místo. V závodě nakonec musel Alonso odstoupit ze 6. místa pro poruchu motoru a Piquet poté, co vyjel mimo trať a propadl se na chvost pole, se prodíral vpřed, ale po kolizi s Bourdaisem jeho cesta skončila. Mezitím co 6. místo Fernanda Alonsa v Turecku potěšilo, tak 15. místo Piqueta nikoliv. Následovalo Monako, kde Alonso po nárazu do zdi musel k mechanikům, vrátil se, krásně si poradil s Markem Webberem, ale s Heidfeldem kolidoval a nakonec závod dojel na 10. místě. Piquet, s kterým už tým začal pomalu ztrácet trpělivost, nedojel a na jeho hlavu se snášel o to větší tlak. Výbornou kvalifikací v Kanadě zajel Fernando Alonso, prokázal své mistrovské umění a obsadil 4. místo na startu. V závodě mohl být Renault hodně vysoko, ale Alonso nedokázal předjet pomalejšího Heidfelda a skončil ve zdi. Po závodě Alonso přiznal, že nebýt špatné strategie mohl závod dokonce vyhrát. Piquet dostal ultimátum, že se musí zlepšit. V závodě nejprve sváděl souboje s oběma Toyotami, ale nakonec vše korunoval hodinami a propadem na samý konec pole a později odstoupil pro technickou poruchu. Náznak zlepšení tam ovšem byl.
Francouzská kvalifikace byla pro Renault skvělá, zvláště pak 3. místo Fernanda Alonsa. V závodě Renaultu chyběla rychlost a nakonec vozy dojely na méně uspokojivých místech. Dobrý výkon předvedl Piquet, když dojel pro své první body ve formuli 1. Na Renault tak čekal silně mokrý závod na Silverstone, který byl pro tým jak na houpačce. Ze začátku byla rychlost Renaultu výborná a chvílemi se zdálo, že by Renault mohl stanout na stupních, ale špatná volba pneumatik u Fernanda Alonsa a odpadnutí Nelsona Piqueta jr. zapříčinily, že si Francouzi odvezli pouhé tři body.

#### Sezóna 2009
V roce 2009 měl tým velmi špatné výsledky, a to nejen u Piqueta jr. ale i u Fernanda Alonsa. Alonso se snažil, ale podií bylo málo a vítězství nebylo žádné. Šlo o jednu ze slabších sezon týmu od návratu do F1 v roce 2002. Tým navíc byl natolik nespokojen, že po Grand Prix Maďarska 2009 vyhodil Piqueta a nahradil jej nováčkem Romainem Grosjeanem. Po sezóně byla změněna jezdecká sestava i vedení týmu, tým nadále nesl jméno Renault, ale velká část týmu přešla pod společnost Genii Capital.

#### Sezóna 2010
V roce 2010 byli v jezdecké sestavě týmu Polák Robert Kubica přestupující z BMW a první ruský jezdec F1 a nováček přicházející z GP2 Series Vitalij Petrov. Vítězství tým sice nezískal, ale Kubica obsadil několik podiových umístění. Petrovovým maximem bylo 5. místo z Grand Prix Maďarska.

#### Jezdci a monoposty
| Sezóna | Tým                                 | 1. jezdec                           | 2. jezdec                             | Monopost     | Motor                | Palivo | Pneumatiky  |
| ------ | ----------------------------------- | ----------------------------------- | ------------------------------------- | ------------ | -------------------- | ------ | ----------- |
| 2002   | Mild Seven Renault F1 Team          | 14 Jarno Trulli                     | 15 Jenson Button                      | Renault R202 | Renault RS22 3.0 V10 | Elf    | Michelin    |
| 2003   | Mild Seven Renault F1 Team          | 7 Jarno Trulli                      | 8 Fernando Alonso                     | Renault R23  | Renault RS23 3.0 V10 | Elf    | Michelin    |
| 2004   | Mild Seven Renault F1 Team          | 7 Jarno Trulli 7 Jacques Villeneuve | 8 Fernando Alonso                     | Renault R24  | Renault RS24 3.0 V10 | Elf    | Michelin    |
| 2005   | Mild Seven Renault F1 Team          | 5 Fernando Alonso                   | 6 Giancarlo Fisichella                | Renault R25  | Renault RS25 3.0 V10 | Elf    | Michelin    |
| 2006   | Mild Seven Renault F1 Team          | 1 Fernando Alonso                   | 2 Giancarlo Fisichella                | Renault R26  | Renault RS26 2.4 V8  | Elf    | Michelin    |
| 2007   | ING Renault F1 Team                 | 3 Giancarlo Fisichella              | 4 Heikki Kovalainen                   | Renault R27  | Renault RS27 2.4 V8  | Elf    | Bridgestone |
| 2008   | ING Renault F1 Team                 | 5 Fernando Alonso                   | 6 Nelson Piquet jr.                   | Renault R28  | Renault RS27 2.4 V8  | Elf    | Bridgestone |
| 2009   | ING Renault F1 Team Renault F1 Team | 7 Fernando Alonso                   | 8 Nelson Piquet jr. 8 Romain Grosjean | Renault R29  | Renault RS27 2.4 V8  | Total  | Bridgestone |
| 2010   | Renault F1 Team                     | 11 Robert Kubica                    | 12 Vitalij Petrov                     | Renault R30  | Renault RS27 2.4 V8  | Total  | Bridgestone |

### Lotus Renault GP (2011)

#### Sezóna 2011
Ve své poslední sezoně tým kromě názvu neplánovaně změnil i jezdce. V únoru na Rally soutěži Ronde di Andora Robert Kubica těžce havaroval, což na dlouhou dobu přerušilo jeho další kariéru v F1. Tým na jeho místo angažoval jeho ex-kolegu z BMW Nicka Heidfelda. Heidfeld však stejně jako kdysi Piquet po Grand Prix Maďarska skončil. V Belgii místo něj startoval nováček sezóny 2010 Brazilec Bruno Senna, synovec Ayrtona Senny. Tým po sezóně ukončil činnost a přeměnil se na Lotus F1 Team.

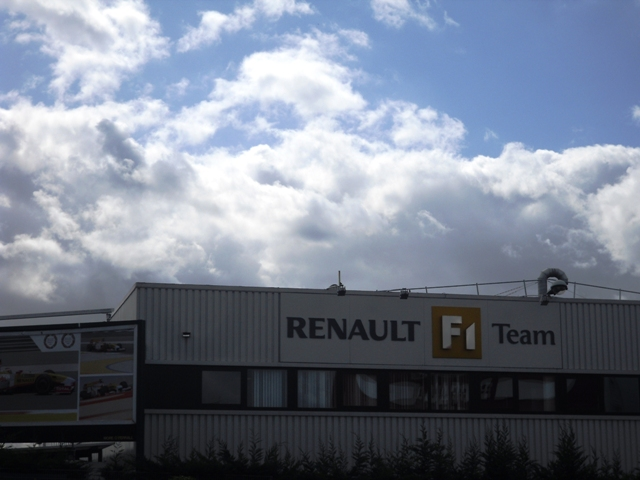

#### Jezdci a monoposty
| Sezóna | Tým              | 1. jezdec                     | 2. jezdec         | Monopost    | Motor               | Palivo | Pneumatiky |
| ------ | ---------------- | ----------------------------- | ----------------- | ----------- | ------------------- | ------ | ---------- |
| 2011   | Lotus Renault GP | 9 Nick Heidfeld 9 Bruno Senna | 10 Vitalij Petrov | Renault R31 | Renault RS27 2.4 V8 | Total  | Pirelli    |

### Renault Sport Formula One Team (2016–současnost)

#### Sezóna 2016
3. prosince 2015 Renault potvrdil návrat do F1 v sezoně 2016. Pro sezonu 2016 opět změnil tým celou jezdeckou sestavu. Místo Romaina Grosjeana, který odešel do týmu Haas F1 Team, nastoupil nováček Jolyon Palmer a původně potvrzeného Pastora Maldonana nahradil Kevin Magnussen přicházející z týmu McLaren. Renault koupil zpátky Lotus díky možné insolvenci týmu. Ředitelem se stal Cyril Abiteboul. Tým dostal název Renault Sport F1 Team.

#### Sezóna 2017
Pro sezónu 2017 jezdecké složení tvoří Nico Hülkenberg a Jolyon Palmer. Během sezóny byla s Palmerem ukončena smlouva a od Grand Prix USA jej nahradil Carlos Sainz Jr. Tým dokončil sezónu na 6. místě se ziskem 57 bodů.

#### Sezóna 2018
Pro sezónu 2018 jezdecké složení tvoří Nico Hülkenberg a Carlos Sainz Jr.

#### Sezóna 2019
Pro sezónu 2019 byl Carlos Sainz Jr. nahrazen Danielem Ricciardem.

#### Jezdci a monoposty
| Sezóna | Tým                      | 1. jezdec          | 2. jezdec                        | Monopost       | Motor                    | Palivo | Pneumatiky |
| ------ | ------------------------ | ------------------ | -------------------------------- | -------------- | ------------------------ | ------ | ---------- |
| 2016   | Renault Sport F1 Team    | 20 Kevin Magnussen | 30 Jolyon Palmer                 | Renault R.S.16 | Renault RE16 1.6 V6      | Total  | Pirelli    |
| 2017   | Renault Sport F1 Team    | 27 Nico Hülkenberg | 30 Jolyon Palmer 55 Carlos Sainz | Renault R.S.17 | Renault RE17 1.6 V6      | BP     | Pirelli    |
| 2018   | Renault Sport F1 Team    | 27 Nico Hülkenberg | 55 Carlos Sainz                  | Renault R.S.18 | Renault RE18 1.6 V6      | BP     | Pirelli    |
| 2019   | Renault F1 Team          | 3 Daniel Ricciardo | 27 Nico Hülkenberg               | Renault R.S.19 | Renault E-Tech 19 1.6 V6 | BP     | Pirelli    |
| 2020   | Renault DP World F1 Team | 3 Daniel Ricciardo | 31 Esteban Ocon                  | Renault R.S.20 | Renault E-Tech 20 1.6 V6 | BP     | Pirelli    |

## Kompletní výsledky ve Formuli 1
| Legenda k tabulce | Legenda k tabulce                                                                       |
| Barva             | Výsledek                                                                                |
| ----------------- | --------------------------------------------------------------------------------------- |
| Zlatá             | Vítěz                                                                                   |
| Stříbrná          | 2. místo                                                                                |
| Bronzová          | 3. místo                                                                                |
| Zelená            | Bodované umístění                                                                       |
| Modrá             | Nebodované umístění                                                                     |
| Modrá             | Dokončil neklasifikován (NC)                                                            |
| Fialová           | Odstoupil (Ret)                                                                         |
| Červená           | Nekvalifikoval se (DNQ)                                                                 |
| Červená           | Nepředkvalifikoval se (DNPQ)                                                            |
| Černá             | Diskvalifikován (DSQ)                                                                   |
| Bílá              | Nestartoval (DNS)                                                                       |
| Bílá              | Závod zrušen (C)                                                                        |
| Světle modrá      | Pouze trénoval (PO)                                                                     |
| Světle modrá      | Páteční testovací jezdec (TD)                                                           |
| Bez barvy         | Netrénoval (DNP)                                                                        |
| Bez barvy         | Vyřazen (EX)                                                                            |
| Bez barvy         | Nepřijel (DNA)                                                                          |
| Bez barvy         | Odvolal účast (WD)                                                                      |
| Bez barvy         | Nezúčastnil se (prázdné)                                                                |
| Označení          | Význam                                                                                  |
| Tučnost           | Pole position                                                                           |
| Kurzíva           | Nejrychlejší kolo                                                                       |
| †                 | Jezdec nedojel do cíle, ale byl klasifikován, protože odjel více než 90 % délky závodu. |
| ‡                 | Byl udělován poloviční počet bodů, protože bylo odjeto méně než 75 % délky závodu.      |
| Horní index       | Umístění bodujících jezdců ve sprintu                                                   |

| Rok                                                            | Šasi       | Motor                       | Pneu | Jezdci                | 1   | 2   | 3   | 4   | 5   | 6   | 7   | 8   | 9   | 10  | 11  | 12  | 13  | 14  | 15  | 16  | 17  | 18  | 19  | 20  | 21  | Body | Umístění  |
| -------------------------------------------------------------- | ---------- | --------------------------- | ---- | --------------------- | --- | --- | --- | --- | --- | --- | --- | --- | --- | --- | --- | --- | --- | --- | --- | --- | --- | --- | --- | --- | --- | ---- | --------- |
| 1977                                                           | RS01       | EF1 1.5 V6 t                | M    |                       | ARG | BRA | RSA | USW | ESP | MON | BEL | SWE | FRA | GBR | GER | AUT | NED | ITA | USA | CAN | JPN |     |     |     |     | 0    | NC        |
| 1977                                                           | RS01       | EF1 1.5 V6 t                | M    | Jean-Pierre Jabouille |     |     |     |     |     |     |     |     |     | Ret |     |     | Ret | Ret | Ret | DNQ |     |     |     |     |     | 0    | NC        |
| 1978                                                           | RS01       | EF1 1.5 V6 t                | M    |                       | ARG | BRA | RSA | USW | MON | BEL | ESP | SWE | FRA | GBR | GER | AUT | NED | ITA | USA | CAN |     |     |     |     |     | 3    | 12. místo |
| 1978                                                           | RS01       | EF1 1.5 V6 t                | M    | Jean-Pierre Jabouille |     |     | Ret | Ret | 10  | NC  | 13  | Ret | Ret | Ret | Ret | Ret | Ret | Ret | 4   | 12  |     |     |     |     |     | 3    | 12. místo |
| 1979                                                           | RS01 RS10  | EF1 1.5 V6 t                | M    |                       | ARG | BRA | RSA | USW | ESP | BEL | MON | FRA | GBR | GER | AUT | NED | ITA | CAN | USA |     |     |     |     |     |     | 26   | 6. místo  |
| 1979                                                           | RS01 RS10  | EF1 1.5 V6 t                | M    | Jean-Pierre Jabouille | Ret | 10  | Ret | DNS | Ret | Ret | NC  | 1   | Ret | Ret | Ret | Ret | 14  | Ret | Ret |     |     |     |     |     |     | 26   | 6. místo  |
| 1979                                                           | RS01 RS10  | EF1 1.5 V6 t                | M    | René Arnoux           | Ret | Ret | Ret | DNS | 9   | Ret | Ret | 3   | 2   | Ret | 6   | Ret | Ret | Ret | 2   |     |     |     |     |     |     | 26   | 6. místo  |
| 1980                                                           | RE20       | EF1 1.5 V6 t                | M    |                       | ARG | BRA | RSA | USW | BEL | MON | FRA | GBR | GER | AUT | NED | ITA | CAN | USA |     |     |     |     |     |     |     | 38   | 4. místo  |
| 1980                                                           | RE20       | EF1 1.5 V6 t                | M    | Jean-Pierre Jabouille | Ret | Ret | Ret | 10  | Ret | Ret | Ret | Ret | Ret | 1   | Ret | Ret | Ret |     |     |     |     |     |     |     |     | 38   | 4. místo  |
| 1980                                                           | RE20       | EF1 1.5 V6 t                | M    | René Arnoux           | Ret | 1   | 1   | 9   | 4   | Ret | 5   | NC  | Ret | 9   | 2   | 10  | Ret | 7   |     |     |     |     |     |     |     | 38   | 4. místo  |
| 1981                                                           | RE20B RE30 | EF1 1.5 V6 t                | M    |                       | USW | BRA | ARG | SMR | BEL | MON | ESP | FRA | GBR | GER | AUT | NED | ITA | CAN | CPL |     |     |     |     |     |     | 54   | 3. místo  |
| 1981                                                           | RE20B RE30 | EF1 1.5 V6 t                | M    | Alain Prost           | Ret | Ret | 3   | Ret | Ret | Ret | Ret | 1   | Ret | 2   | Ret | 1   | 1   | Ret | 2   |     |     |     |     |     |     | 54   | 3. místo  |
| 1981                                                           | RE20B RE30 | EF1 1.5 V6 t                | M    | René Arnoux           | 8   | Ret | 5   | 8   | DNQ | Ret | 9   | 4   | 9   | 13  | 2   | Ret | Ret | Ret | Ret |     |     |     |     |     |     | 54   | 3. místo  |
| 1982                                                           | RE30B      | EF1 1.5 V6 t                | M    |                       | RSA | BRA | USW | SMR | BEL | MON | DET | CAN | NED | GBR | FRA | GER | AUT | SUI | ITA | CPL |     |     |     |     |     | 62   | 3. místo  |
| 1982                                                           | RE30B      | EF1 1.5 V6 t                | M    | Alain Prost           | 1   | 1   | Ret | Ret | Ret | 7   | NC  | Ret | Ret | 6   | 2   | Ret | 8   | 2   | Ret | 4   |     |     |     |     |     | 62   | 3. místo  |
| 1982                                                           | RE30B      | EF1 1.5 V6 t                | M    | René Arnoux           | 3   | Ret | Ret | Ret | Ret | Ret | 10  | Ret | Ret | Ret | 1   | 2   | Ret | 16  | 1   | Ret |     |     |     |     |     | 62   | 3. místo  |
| 1983                                                           | RE30C RE40 | EF1 1.5 V6 t                | M    |                       | BRA | USW | FRA | SMR | MON | BEL | DET | CAN | GBR | GER | AUT | NED | ITA | EUR | RSA |     |     |     |     |     |     | 79   | 2. místo  |
| 1983                                                           | RE30C RE40 | EF1 1.5 V6 t                | M    | Alain Prost           | 7   | 11  | 1   | 2   | 3   | 1   | 8   | 5   | 1   | 4   | 1   | Ret | Ret | 2   | Ret |     |     |     |     |     |     | 79   | 2. místo  |
| 1983                                                           | RE30C RE40 | EF1 1.5 V6 t                | M    | Eddie Cheever         | Ret | 13  | 3   | Ret | Ret | 3   | Ret | 2   | Ret | Ret | 4   | Ret | 3   | 10  | 6   |     |     |     |     |     |     | 79   | 2. místo  |
| 1984                                                           | RE50       | EF4 1.5 V6 t                | M    |                       | BRA | RSA | BEL | SMR | FRA | MON | CAN | DET | DAL | GBR | GER | AUT | NED | ITA | EUR | POR |     |     |     |     |     | 34   | 5. místo  |
| 1984                                                           | RE50       | EF4 1.5 V6 t                | M    | Patrick Tambay        | 5   | Ret | 7   | Ret | 2   | Ret | WD  | Ret | Ret | 8   | 5   | Ret | 6   | Ret | Ret | 7   |     |     |     |     |     | 34   | 5. místo  |
| 1984                                                           | RE50       | EF4 1.5 V6 t                | M    | Derek Warwick         | Ret | 3   | 2   | 4   | Ret | Ret | Ret | Ret | Ret | 2   | 3   | Ret | Ret | Ret | 11  | Ret |     |     |     |     |     | 34   | 5. místo  |
| 1984                                                           | RE50       | EF4 1.5 V6 t                | M    | Philippe Streiff      |     |     |     |     |     |     |     |     |     |     |     |     |     |     |     | Ret |     |     |     |     |     | 34   | 5. místo  |
| 1985                                                           | RE60 RE60B | EF4B 1.5 V6 t EF15 1.5 V6 t | G    |                       | BRA | POR | SMR | MON | CAN | DET | FRA | GBR | GER | AUT | NED | ITA | BEL | EUR | RSA | AUS |     |     |     |     |     | 16   | 7. místo  |
| 1985                                                           | RE60 RE60B | EF4B 1.5 V6 t EF15 1.5 V6 t | G    | Patrick Tambay        | 5   | 3   | 3   | Ret | 7   | Ret | 6   | Ret | Ret | 10  | Ret | 7   | Ret | 12  |     | Ret |     |     |     |     |     | 16   | 7. místo  |
| 1985                                                           | RE60 RE60B | EF4B 1.5 V6 t EF15 1.5 V6 t | G    | Derek Warwick         | 10  | 7   | 10  | 5   | Ret | Ret | 7   | 5   | Ret | Ret | Ret | Ret | 6   | Ret |     | Ret |     |     |     |     |     | 16   | 7. místo  |
| 1985                                                           | RE60 RE60B | EF4B 1.5 V6 t EF15 1.5 V6 t | G    | François Hesnault     |     |     |     |     |     |     |     |     | Ret |     |     |     |     |     |     |     |     |     |     |     |     | 16   | 7. místo  |
| 1986 – 2001: Renault se neúčastnil Formule 1 jako konstruktor. |            |                             |      |                       |     |     |     |     |     |     |     |     |     |     |     |     |     |     |     |     |     |     |     |     |     |      |           |
| 2002                                                           | R202       | RS22 3.0 V10                | M    |                       | AUS | MAL | BRA | SMR | ESP | AUT | MON | CAN | EUR | GBR | FRA | GER | HUN | BEL | ITA | USA | JPN |     |     |     |     | 23   | 4. místo  |
| 2002                                                           | R202       | RS22 3.0 V10                | M    | Jarno Trulli          | Ret | Ret | Ret | 9   | 10  | Ret | 4   | 6   | 8   | Ret | Ret | Ret | 8   | Ret | 4   | 5   | Ret |     |     |     |     | 23   | 4. místo  |
| 2002                                                           | R202       | RS22 3.0 V10                | M    | Jenson Button         | Ret | 4   | 4   | 5   | 12  | 7   | Ret | 15  | 5   | 12  | 6   | Ret | Ret | Ret | 5   | 8   | 6   |     |     |     |     | 23   | 4. místo  |
| 2003                                                           | R23 R23B   | RS23 3.0 V10                | M    |                       | AUS | MAL | BRA | SMR | ESP | AUT | MON | CAN | EUR | FRA | GBR | GER | HUN | ITA | USA | JPN |     |     |     |     |     | 88   | 4. místo  |
| 2003                                                           | R23 R23B   | RS23 3.0 V10                | M    | Jarno Trulli          | 5   | 5   | 8   | 13  | Ret | 8   | 6   | Ret | Ret | Ret | 6   | 3   | 7   | Ret | 4   | 5   |     |     |     |     |     | 88   | 4. místo  |
| 2003                                                           | R23 R23B   | RS23 3.0 V10                | M    | Fernando Alonso       | 7   | 3   | 3   | 6   | 2   | Ret | 5   | 4   | 4   | Ret | Ret | 4   | 1   | 8   | Ret | Ret |     |     |     |     |     | 88   | 4. místo  |
| 2004                                                           | R24        | RS24 3.0 V10                | M    |                       | AUS | MAL | BHR | SMR | ESP | MON | EUR | CAN | USA | FRA | GBR | GER | HUN | BEL | ITA | CHN | JPN | BRA |     |     |     | 105  | 3. místo  |
| 2004                                                           | R24        | RS24 3.0 V10                | M    | Jarno Trulli          | 7   | 5   | 4   | 5   | 3   | 1   | 4   | Ret | 4   | 4   | Ret | 11  | Ret | 9   | 10  |     |     |     |     |     |     | 105  | 3. místo  |
| 2004                                                           | R24        | RS24 3.0 V10                | M    | Jacques Villeneuve    |     |     |     |     |     |     |     |     |     |     |     |     |     |     |     | 11  | 10  | 10  |     |     |     | 105  | 3. místo  |
| 2004                                                           | R24        | RS24 3.0 V10                | M    | Fernando Alonso       | 3   | 7   | 6   | 4   | 4   | Ret | 5   | Ret | Ret | 2   | 10  | 3   | 3   | Ret | Ret | 4   | 5   | 4   |     |     |     | 105  | 3. místo  |
| 2005                                                           | R25        | RS25 3.0 V10                | M    |                       | AUS | MAL | BHR | SMR | ESP | MON | EUR | CAN | USA | FRA | GBR | GER | HUN | TUR | ITA | BEL | BRA | JPN | CHN |     |     | 191  | 1. místo  |
| 2005                                                           | R25        | RS25 3.0 V10                | M    | Fernando Alonso       | 3   | 1   | 1   | 1   | 2   | 4   | 1   | Ret | DNS | 1   | 2   | 1   | 11  | 2   | 2   | 2   | 3   | 3   | 1   |     |     | 191  | 1. místo  |
| 2005                                                           | R25        | RS25 3.0 V10                | M    | Giancarlo Fisichella  | 1   | Ret | Ret | Ret | 5   | 12  | 6   | Ret | DNS | 6   | 4   | 4   | 9   | 4   | 3   | Ret | 5   | 2   | 4   |     |     | 191  | 1. místo  |
| 2006                                                           | R26        | RS26 2.4 V8                 | M    |                       | BHR | MAL | AUS | SMR | EUR | ESP | MON | GBR | CAN | USA | FRA | GER | HUN | TUR | ITA | CHN | JPN | BRA |     |     |     | 206  | 1. místo  |
| 2006                                                           | R26        | RS26 2.4 V8                 | M    | Fernando Alonso       | 1   | 2   | 1   | 2   | 2   | 1   | 1   | 1   | 1   | 5   | 2   | 5   | Ret | 2   | Ret | 2   | 1   | 2   |     |     |     | 206  | 1. místo  |
| 2006                                                           | R26        | RS26 2.4 V8                 | M    | Giancarlo Fisichella  | Ret | 1   | 5   | 8   | 6   | 3   | 6   | 4   | 4   | 3   | 6   | 6   | Ret | 6   | 4   | 3   | 3   | 6   |     |     |     | 206  | 1. místo  |
| 2007                                                           | R27        | RS27 2.4 V8                 | B    |                       | AUS | MAL | BHR | ESP | MON | CAN | USA | FRA | GBR | EUR | HUN | TUR | ITA | BEL | JPN | CHN | BRA |     |     |     |     | 51   | 3. místo  |
| 2007                                                           | R27        | RS27 2.4 V8                 | B    | Giancarlo Fisichella  | 5   | 6   | 8   | 9   | 4   | DSQ | 9   | 6   | 8   | 10  | 12  | 9   | 12  | Ret | 5   | 11  | Ret |     |     |     |     | 51   | 3. místo  |
| 2007                                                           | R27        | RS27 2.4 V8                 | B    | Heikki Kovalainen     | 10  | 8   | 9   | 7   | 13  | 4   | 5   | 15  | 7   | 8   | 8   | 6   | 7   | 8   | 2   | 9   | Ret |     |     |     |     | 51   | 3. místo  |
| 2008                                                           | R28        | RS27 2.4 V8                 | B    |                       | AUS | MAL | BHR | ESP | TUR | MON | CAN | FRA | GBR | GER | HUN | EUR | BEL | ITA | SIN | JPN | CHN | BRA |     |     |     | 80   | 4. místo  |
| 2008                                                           | R28        | RS27 2.4 V8                 | B    | Fernando Alonso       | 4   | 8   | 10  | Ret | 6   | 10  | Ret | 8   | 6   | 11  | 4   | Ret | 4   | 4   | 1   | 1   | 4   | 2   |     |     |     | 80   | 4. místo  |
| 2008                                                           | R28        | RS27 2.4 V8                 | B    | Nelson Piquet Jr.     | Ret | 11  | Ret | Ret | 15  | Ret | Ret | 7   | Ret | 2   | 6   | 11  | Ret | 10  | Ret | 4   | 8   | Ret |     |     |     | 80   | 4. místo  |
| 2009                                                           | R29        | RS27 2.4 V8                 | B    |                       | AUS | MAL | CHN | BHR | ESP | MON | TUR | GBR | GER | HUN | EUR | BEL | ITA | SIN | JPN | BRA | ABU |     |     |     |     | 26   | 8. místo  |
| 2009                                                           | R29        | RS27 2.4 V8                 | B    | Fernando Alonso       | 5   | 11  | 9   | 8   | 5   | 7   | 10  | 14  | 7   | Ret | 6   | Ret | 5   | 3   | 10  | Ret | 14  |     |     |     |     | 26   | 8. místo  |
| 2009                                                           | R29        | RS27 2.4 V8                 | B    | Nelson Piquet Jr.     | Ret | 13  | 16  | 10  | 12  | Ret | 16  | 12  | 13  | 12  |     |     |     |     |     |     |     |     |     |     |     | 26   | 8. místo  |
| 2009                                                           | R29        | RS27 2.4 V8                 | B    | Romain Grosjean       |     |     |     |     |     |     |     |     |     |     | 15  | Ret | 15  | Ret | 16  | 13  | 18  |     |     |     |     | 26   | 8. místo  |
| 2010                                                           | R30        | RS27-2010 2.4 V8            | B    |                       | BHR | AUS | MAL | CHN | ESP | MON | TUR | CAN | EUR | GBR | GER | HUN | BEL | ITA | SIN | JPN | KOR | BRA | ABU |     |     | 163  | 5. místo  |
| 2010                                                           | R30        | RS27-2010 2.4 V8            | B    | Robert Kubica         | 11  | 2   | 4   | 5   | 8   | 3   | 6   | 7   | 5   | Ret | 7   | Ret | 3   | 8   | 7   | Ret | 5   | 9   | 5   |     |     | 163  | 5. místo  |
| 2010                                                           | R30        | RS27-2010 2.4 V8            | B    | Vitalij Petrov        | Ret | Ret | Ret | 7   | 11  | 13† | 15  | 17  | 14  | 13  | 10  | 5   | 9   | 13  | 11  | Ret | Ret | 16  | 6   |     |     | 163  | 5. místo  |
| 2011                                                           | R31        | RS27-2011 2.4 V8            | P    |                       | AUS | MAL | CHN | TUR | ESP | MON | CAN | EUR | GBR | GER | HUN | BEL | ITA | SIN | JPN | KOR | IND | ABU | BRA |     |     | 73   | 5. místo  |
| 2011                                                           | R31        | RS27-2011 2.4 V8            | P    | Nick Heidfeld         | 12  | 3   | 12  | 7   | 8   | 8   | Ret | 10  | 8   | Ret | Ret |     |     |     |     |     |     |     |     |     |     | 73   | 5. místo  |
| 2011                                                           | R31        | RS27-2011 2.4 V8            | P    | Bruno Senna           |     |     |     |     |     |     |     |     |     |     |     | 13  | 9   | 15  | 16  | 13  | 12  | 16  | 17  |     |     | 73   | 5. místo  |
| 2011                                                           | R31        | RS27-2011 2.4 V8            | P    | Vitalij Petrov        | 3   | 17† | 9   | 8   | 11  | Ret | 5   | 15  | 12  | 10  | 12  | 9   | Ret | 17  | 9   | Ret | 11  | 13  | 10  |     |     | 73   | 5. místo  |
| 2012 – 2015: Renault se neúčastnil Formule 1 jako konstruktor. |            |                             |      |                       |     |     |     |     |     |     |     |     |     |     |     |     |     |     |     |     |     |     |     |     |     |      |           |
| 2016                                                           | R.S.16     | R.E.16 1.6 V6 t             | P    |                       | AUS | BHR | CHN | RUS | ESP | MON | CAN | EUR | AUT | GBR | HUN | GER | BEL | ITA | SIN | MAL | JPN | USA | MEX | BRA | ABU | 8    | 9. místo  |
| 2016                                                           | R.S.16     | R.E.16 1.6 V6 t             | P    | Kevin Magnussen       | 12  | 11  | 17  | 7   | 15  | Ret | 16  | 14  | 14  | 17† | 15  | 16  | Ret | 17  | 10  | Ret | 14  | 12  | 17  | 14  | Ret | 8    | 9. místo  |
| 2016                                                           | R.S.16     | R.E.16 1.6 V6 t             | P    | Jolyon Palmer         | 11  | DNS | 22  | 13  | 13  | Ret | Ret | 15  | 12  | Ret | 12  | 19  | 15  | Ret | 15  | 10  | 12  | 13  | 14  | Ret | 17  | 8    | 9. místo  |
| 2017                                                           | R.S.17     | R.E.17 1.6 V6 t             | P    |                       | AUS | CHN | BHR | RUS | ESP | MON | CAN | AZE | AUT | GBR | HUN | BEL | ITA | SIN | MAL | JPN | USA | MEX | BRA | ABU |     | 57   | 6. místo  |
| 2017                                                           | R.S.17     | R.E.17 1.6 V6 t             | P    | Nico Hülkenberg       | 11  | 12  | 9   | 8   | 6   | Ret | 8   | Ret | 13  | 6   | 17† | 6   | 13  | Ret | 16  | Ret | Ret | Ret | 10  | 6   |     | 57   | 6. místo  |
| 2017                                                           | R.S.17     | R.E.17 1.6 V6 t             | P    | Jolyon Palmer         | Ret | 13  | 13  | Ret | 15  | 11  | 11  | Ret | 11  | DNS | 12  | 13  | Ret | 6   | 15  | 12  |     |     |     |     |     | 57   | 6. místo  |
| 2017                                                           | R.S.17     | R.E.17 1.6 V6 t             | P    | Carlos Sainz Jr.      |     |     |     |     |     |     |     |     |     |     |     |     |     |     |     |     | 7   | Ret | 11  | Ret |     | 57   | 6. místo  |
| 2018                                                           | R.S.18     | R.E.18 1.6 V6 t             | P    |                       | AUS | BHR | CHN | AZE | ESP | MON | CAN | FRA | AUT | GBR | GER | HUN | BEL | ITA | SIN | RUS | JPN | USA | MEX | BRA | ABU | 122  | 4. místo  |
| 2018                                                           | R.S.18     | R.E.18 1.6 V6 t             | P    | Nico Hülkenberg       | 7   | 6   | 6   | Ret | Ret | 8   | 7   | 9   | Ret | 6   | 5   | 12  | Ret | 13  | 10  | 12  | Ret | 6   | 6   | Ret | Ret | 122  | 4. místo  |
| 2018                                                           | R.S.18     | R.E.18 1.6 V6 t             | P    | Carlos Sainz Jr.      | 10  | 11  | 9   | 5   | 7   | 10  | 8   | 8   | 12  | Ret | 12  | 9   | 11  | 8   | 8   | 17  | 10  | 7   | Ret | 12  | 6   | 122  | 4. místo  |
| 2019                                                           | R.S.19     | E-Tech 19 1.6 V6 t          | P    |                       | AUS | BHR | CHN | AZE | ESP | MON | CAN | FRA | AUT | GBR | GER | HUN | BEL | ITA | SIN | RUS | JPN | MEX | USA | BRA | ABU | 91   | 5. místo  |
| 2019                                                           | R.S.19     | E-Tech 19 1.6 V6 t          | P    | Daniel Ricciardo      | Ret | 18† | 7   | Ret | 12  | 9   | 6   | 11  | 12  | 7   | Ret | 14  | 14  | 4   | 14  | Ret | DSQ | 8   | 6   | 6   | 11  | 91   | 5. místo  |
| 2019                                                           | R.S.19     | E-Tech 19 1.6 V6 t          | P    | Nico Hülkenberg       | 7   | 17† | Ret | 14  | 13  | 13  | 7   | 8   | 13  | 10  | Ret | 12  | 8   | 5   | 9   | 10  | DSQ | 10  | 9   | 15  | 12  | 91   | 5. místo  |
| 2020                                                           | R.S.20     | E-Tech 20 1.6 V6 t          | P    |                       | AUT | STY | HUN | GBR | 70A | ESP | BEL | ITA | TUS | RUS | EIF | POR | EMI | TUR | BHR | SKR | ABU |     |     |     |     | 181  | 5. místo  |
| 2020                                                           | R.S.20     | E-Tech 20 1.6 V6 t          | P    | Daniel Ricciardo      | Ret | 8   | 8   | 4   | 14  | 11  | 4   | 6   | 4   | 5   | 3   | 9   | 3   | 10  | 7   | 5   | 7   |     |     |     |     | 181  | 5. místo  |
| 2020                                                           | R.S.20     | E-Tech 20 1.6 V6 t          | P    | Esteban Ocon          | 8   | Ret | 14  | 6   | 8   | 13  | 5   | 8   | Ret | 7   | Ret | 8   | Ret | 11  | 9   | 2   | 9   |     |     |     |     | 181  | 5. místo  |